# Колесников, Иван Фёдорович
Колесников Иван Фёдорович (1887—1929) — русский советский живописец, график. Младший брат живописца Колесникова Степана Фёдоровича (1879—1955).

## Биография
- 1887, 13 марта — родился в крестьянской семье, в которой было четверо художественно одарённых детей. Отец разрешил профессионально заниматься живописью двоим сыновьям — старшему Степану и младшему Ивану («отпустил от хозяйства»). Степан стал модным живописцем и был удостоен царского портсигара[1][2].
- 1901—1907 гг. — учился в Одесском художественном училище;
- 1907—1912 гг. — учился в Высшем художественном училище при Императорской Академии художеств, у известных живописцев А. А. Киселёва и Н. Н. Дубовского. Получил за картину «Осень» звание художника и заграничное пенсионерство на 2 года [3];
- С 1912 года участник выставок. Работал преимущественно как пейзажист. Член и экспонент Общества художников имени А. И. Куинджи (1917), ТПХВ (1918), АХРР (1924,1926,1928), АХР (1928—1929)[4];
- 1913—1914 гг. — проживал во Франции и Испании как пенсионер ИАХ;
- 1913 год — экспонент международной выставки в Мюнхене;

После 1917 года, не оставляя пейзаж, писал картины на историко-революционную и современную тематику («В Ленинградском порту», «Американские горы в Ленинграде», «Карусель в саду Народного Дома» и др.). Иллюстрировал книги, выполнял акварели, плакаты и рисунки для Красной газеты, журналов.
Иван Фёдорович Колесников скончался 31 марта 1929 года в Ленинграде на сорок третьем году жизни. Похоронен на Смоленском православном кладбище, недалеко от могил скульптора и государственного деятеля Л. В. Позена и художника-пейзажиста К. Я. Крыжицкого.

## Основные работы
- «Березовая роща ранней весной» (1904);
- «Сбор картофеля» (1908);
- «Ранней весной» (1909);
- «Базар» (1910);
- «Осень» (1911) — дипломная работа, Колесников получает за неё звание художника и право на заграничную командировку;
- «Старая улица. Париж», «Сьерра-Невада. Испания» (обе — 1914);
- «Зима» (1915);
- «В лесу» (1916);
- «Пашня» (1917);
- «Над озером» (1918);
- «В лесу» (1928);
- «Смерч в степи» (1929);
- «Сплав бревен» (1918);
- «Разгрузка теплохода» (1924);
- «Утренняя смена» (1926);
- «Заседание забастовочного комитета на ленских золотых приисках в 1912 году» (1926);
- «Заседание штаба Красной гвардии. 1917 год» (1928);

## Перечень работ по каталогам
- № 96. В старой усадьбе. № 97. Конец июля[6];
- № 123. Базар.[7];
- № 190. Куры. № 191. У могилы[8];
- № 205. 1. Лунная ночь. 2. Уголок монастыря. 3. Малороссы. 4. Двор. 5. Ночь. 6. Малороссийский двор. 7. Весенний пересмотр. 8. Мельница. 9. Тучи. 10. Разорванные облака. 11. Весна. 12. Последний луч на красном бугре. 13. В кладовке. 14. Теплая осень. 15. Овцы. 16. На косогоре. 17. Тучи порвались. 18. Солнышко. 19. Рыбаки. 20. Домик. 21. Луна поднялась. 22. Этюд. 23. Над озером взошла [sic]. 24. Курган. 25. Сети вытянули[9];
- № 168. Осень. № 169. Бабье лето. № 170. Ледоход. № 171. Весна началась. № 172. Оттепель. № 173. Старая липа. № 174. Перед снегом. № 175. Последний лед. № 176. Зима. № 177. Рисунок. № 178. Снег под ольхами. № 179. В яме. № 180. У речки. № 181. Ночь. № 182. Тени. № 183. Остатки. № 184. В заливчике[10];
- № 216. Этюд Сестрорецк. № 217. Этюд Сестрорецк[11];
- № 51. Оттепель. № 52. Перед снегом. № 53. Остатки. № 54. В яме. № 55. Зима[12];
- № 180. Весна. № 181. Теплый день. № 182. Теплая осень. № 183. Сьерра Невада (Испания). № 187. Прачки. № 190. Задворки. № 191. Ночь. № 193. К вечеру[13];
- № 251. Огород. № 252. Провинциальный двор. № 253. Распутица. № 254. В зимнем уборе. № 255. Лето кончилось[14];
- № 228. Ледоход окончился. № 230. Церковь на могиле князя Трувора у Изборска. № 231. Тишина. № 232. Заброшенный домик. № 236. Царевская слобода. № 237. Река Пскова. № 239. На опушке леса. № 240. Привал беженцев[15];
- № 242. Начало сенокоса. № 244. Полощет. № 246. Пасмурно. № 247. Бабье лето. № 249. Начинают боронить. № 252. Осень. № 257. Последние лучи)[16];
- № 128. Вода убывает. № 129. В усадьбе. № 130. Душный день. № 131. Ночь. № 132. Тихо. № 133. К вечеру. № 134. Красная вода. № 135. На опушке[17];
- № 191. Паровой молот. № 192. Разгрузка парохода. № 193. Рыбаки[18];
- № 51. Заседание забастовочного комитета на Ленских золотых приисках в 1912 г. (перед расстрелом). № 417. Утренняя смена. № 423. Окраина Пскова. № 424. Весенний день. № 425. Первомайский подарок пролетариату)[19];
- № 185. Русско-Балтийский завод. № 186. Вылавливание мин. № 187. Яхт-клуб готовится к открытию. № 188. В Ленинградском порту. № 189. «Американские горы» в Ленинграде. № 190. Карусель в саду Народного Дома. № 191, 192. Рисунки, Жёлтый Дьявол. № 457. Смерч[20];
- № 30. Заседание штаба Красной Гвардии. (Картина изображает заседание штаба… перед разгромом Керенского под Царским Селом… Нависла опасность!… с.50)[21];
- № 23. Первомайский подарок[22];

## Экспонирование работ
Работы художника экспонировались на зарубежных выставках в Мюнхене, Берлине, Кёльне. Произведения хранятся в ГИУИИ, Днепропетровском ГХМ, Кировском ОХМ, Воронежском ОМИИ, а также в Таганрогской картинной галерее, Красноярском художественном музее им. В. И. Сурикова, в частных коллекциях, продаются на аукционах.

## Изображения

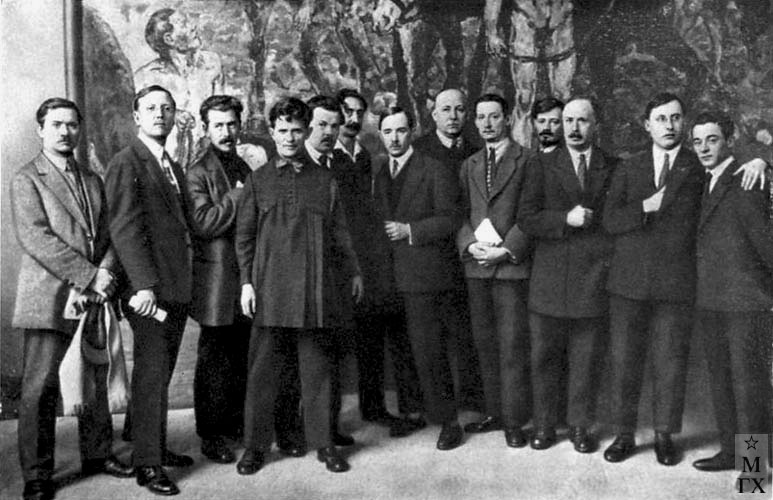
На выставке к юбилею РККА
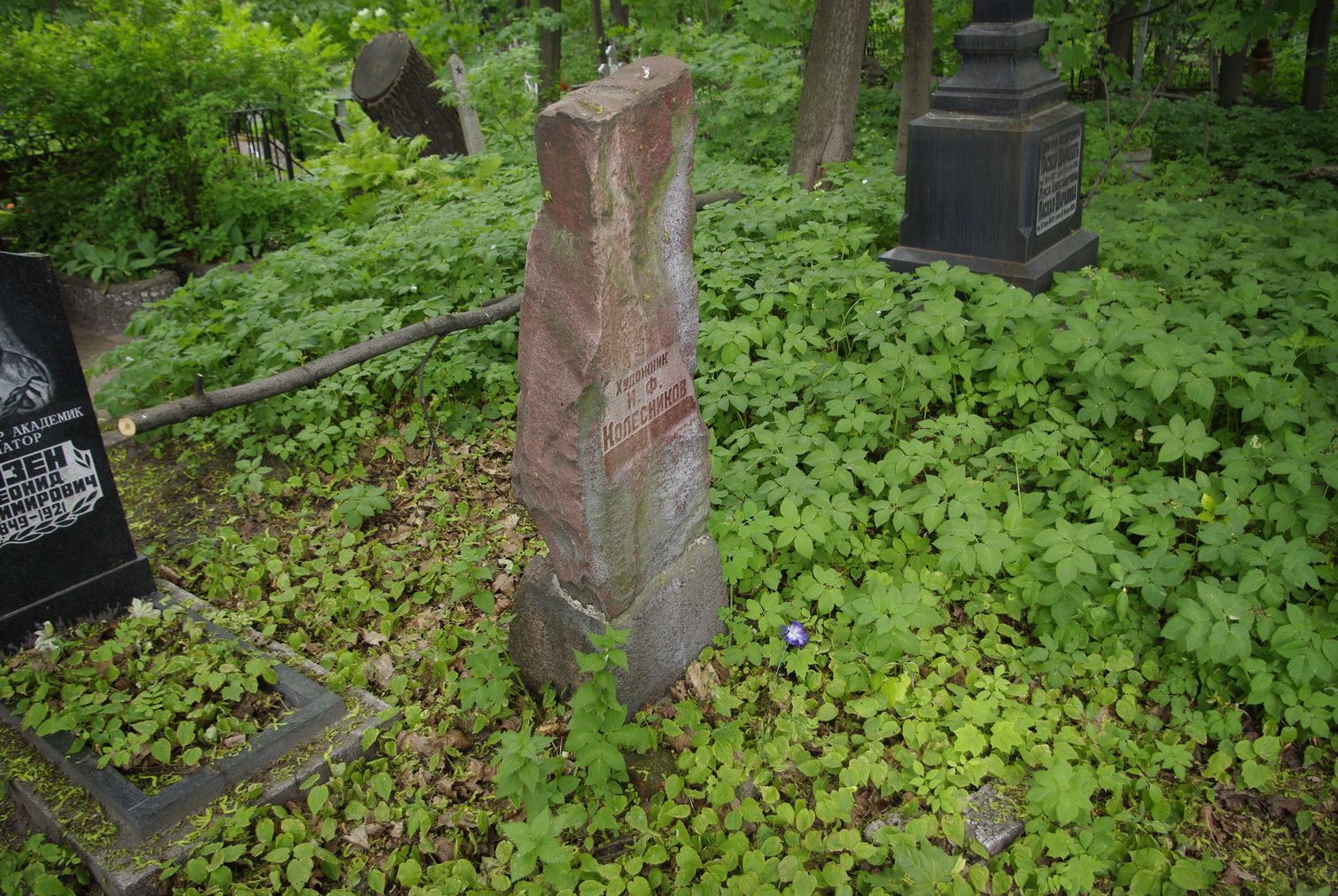
Памятник художнику на Смоленском православном кладбище
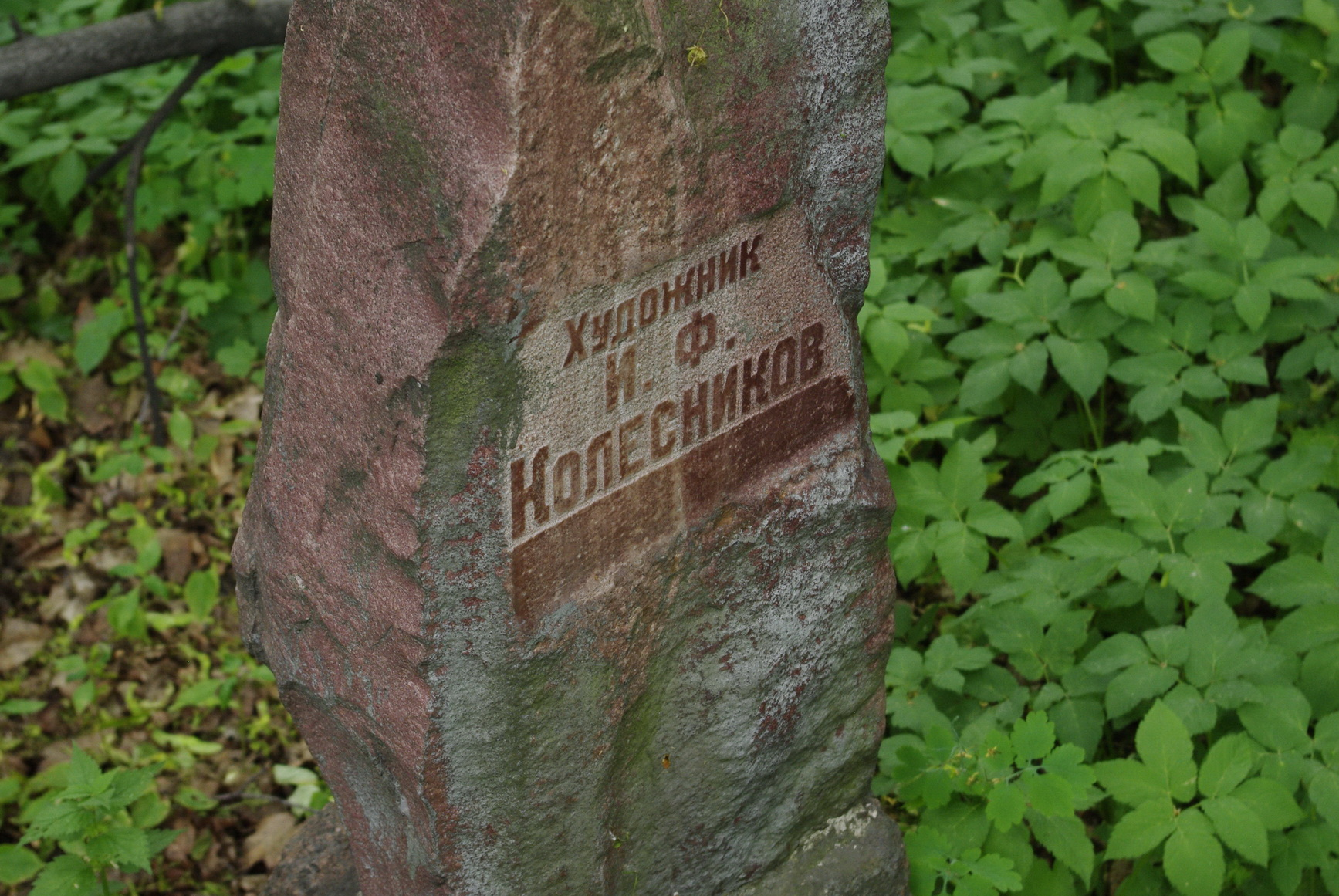
Надпись на памятнике